# Iosif Fabian
Iosif Fabian, né le 10 août 1913 à Cluj et mort le 6 juillet 2008 à Cascais, est un joueur et entraîneur de football roumain.

## Biographie

### Carrière en club
Iosif Fabian évolue en Roumanie, en Hongrie, en Italie, en France et au Portugal.
Il dispute un total de 223 matchs en championnat, inscrivant 88 buts. Il réalise sa meilleure performance lors de la saison 1943-1944, où il inscrit 17 buts en deuxième division hongroise avec le club du Szegedi AK.

### Carrière en sélection
Iosif Fabian reçoit trois sélections en équipe de Roumanie lors de l'année 1946, inscrivant un but.
Il joue son premier match en équipe de Roumanie le 8 octobre 1946, contre la Bulgarie (score : 2-2 à Tirana). Trois jours plus tard, lors de son second match, il inscrit un but contre la Yougoslavie (victoire 2-1 à Tirana). Il reçoit sa dernière sélection trois jours plus tard, lors d'une rencontre face à l'Albanie (défaite 1-0 à Tirana).

## Palmarès

### Joueur
- Carmen Bucarest
  - Vice-champion de Roumanie en 1947.

- AC Torino
  - Champion d'Italie en 1948.

- Sporting Portugal
  - Champion de Portugal en 1954.
  - Vainqueur de la Coupe du Portugal en 1954.

### Entraîneur
- FC Serpa
  - Champion du Portugal de D3 en 1957.

- SC Covilhã
  - Champion du Portugal de D2 en 1958.

- GDR Textáfrica
  - Vainqueur du Championnat Colonial du Mozambique en 1969 et 1973